# Железняков Олександр Борисович
Олекса́ндр Бори́сович Железняко́в (нар. 28 січня 1957, Ленінград, РРФСР) — російський фахівець в області створення ракетно-космічної техніки, письменник, журналіст.

## Біографія
Закінчив Ленінградський політехнічний інститут ім. М.І. Калініна (нині Санкт-Петербурзький державний політехнічний університет), інженер-фізик (1980), член-кореспондент  Російської академії космонавтики ім. К. Е. Ціолковського (РАКЦ). З 1980 по 1981 роки працював інженером у ленінградському НВО "Імпульс". З 1983 по 1989 роки працював у ленінградському НВО "Красная Заря": інженер, ст. інженер, заступник очільника відділу, очільник відділу. З 1989 по 2001 роки працював в ОКБ "Радуга" (НВП "Радуга): очільник відділу, очільник центру, заступник Ген. директора, перший заступник Ген. директора, в.о. Ген. директора. З 2001 року — радник директора — головного конструктора ЦНДІ робототехніки і технічної кібернетики (Санкт-Петербург). З 2007 року — радник президента РКК "Енергія" (Корольов, Московська область). Президент Фонду підтримки науки та освіти (Санкт-Петербург).
Паралельно з основною роботою займається літературною діяльністю. Популяризатор досягнень вітчизняної і світової космонавтики. Перша публікація відбулася 15 березня 1989 року. Автор 13 книг і кількох сотень статей. Друкується під псевдонімами "Олександр Юркевич", "Олександр Борисов", "Костянтин Іванов", "А.Ж.", "К.І.".
Член Федерації космонавтики Росії, Союзу журналістів Росії, Міжнародного союзу журналістів, Союзу письменників Санкт-Петербургу.

## Премії та призи
Нагороджений:
- медаллю ордена «За заслуги перед Батьківщиною» ІІ ступеня (2007)
- медаллю "У пам’ять 300-річчя Санкт-Петербурга" (2003)
- медаллю Роскосмосу "На честь 40-річчя польоту в космос Ю.О. Гагаріна"
- медалями Федерації космонавтики Росії "За заслуги", імені К.Е. Ціолковського, Ю.В. Кондратюка, С.П. Корольова, В.П. Глушко, М.К. Янгеля, В.В. Терешкової
- медаллю Національного космічного агентства України імені М.К. Янгеля*
- Лауреат Літературної премії імені О.Р. Бєляєва: 2005 р. (серія науково-художніх нарисів з історії космонавтики) i 2012 р.

## Книги
- "Радянська космонавтика: Хроніка аварій і катастроф". Санкт-Петербург, 1998.
- "Літопис космічної ери. 1957 рік". Санкт-Петербург, 2002. [Архівовано 16 березня 2012 у Wayback Machine.] (рос.)
- "Літопис космічної ери. 1958 рік". Санкт-Петербург, 2002.
- "Злітаючи падала ракета". Санкт-Петербург, 2003.
- "Літопис космічної ери. 1959 рік". Санкт-Петербург, 2003.
- "Літопис космічної ери. 1960 рік". Санкт-Петербург, 2003.
- "Літопис космічної ери. 1961 рік". Санкт-Петербург, 2004.
- "Таємниці ракетних катастроф". Москва, 2004.
- "Станція "Мир": від тріумфу до ...". Санкт-Петербург, 2006. [Архівовано 15 березня 2012 у Wayback Machine.] (рос.)
- "Літопис космічної ери. 1962 рік". Санкт-Петербург, 2006.
- "Секретний космос. Міфи і фантоми на орбіті". Москва, 2006.
- "Секс у космосі". Санкт-Петербург, 2008.
- "Головний рядок: Вірші". Санкт-Петербург, 2009.

## Ресурси в мережі
- Енциклопедія "Космонавтика" Олександра Железнякова [Архівовано 17 березня 2010 у Wayback Machine.]
- Стрічка новин журналу "Новини космонавтики" [Архівовано 20 жовтня 2010 у Wayback Machine.]